# Silicagel

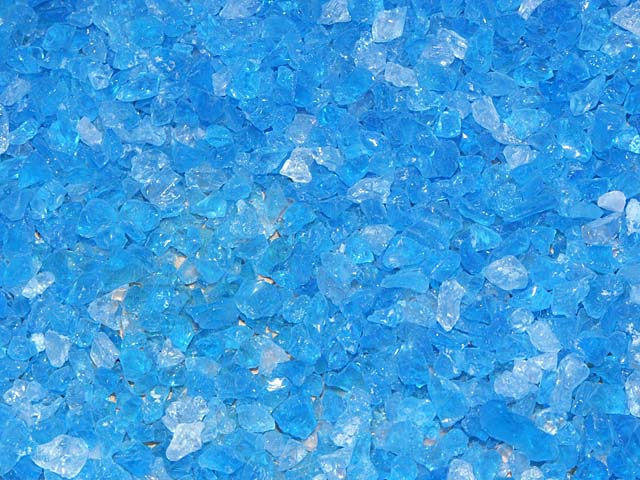
Gedroogde Silicagel-kristallen

Silicagel zijn vaste, vochtabsorberende kristallen van een silicaat, synthetisch gemaakt uit natriumsilicaat ({\displaystyle {\ce {Na2SiO3}}}).

## Gebruik
- voor vochtadsorptie in verpakkingen om producten, machines of materieel droog te houden (bij schoeisel in schoenendozen en bij verpakte elektronica in zakjes, bij medicijnen in capsules);
- Als droogmiddel in de aluminium afstandhouder van isolerend glas
- bij de productie van benzines met een hoog octaangetal;
- als katalysator bij de productie van synthetische rubber;
- als onderdeel van een alcoholtest (in blaaspijpjes);
- in filters van een koelcircuit (bijvoorbeeld van het airconditioningsysteem van auto's) om eventueel aanwezig vocht te onttrekken;
- als relatieve-luchtvochtigheidsbuffer (RH-buffer), bijvoorbeeld in museumvitrines en piano's;
- om bloemen te drogen (onder een stolp of in een luchtdichte doos met een schoteltje silicagel erbij);
- als niet-klonterende vulling voor kattenbakken (vanwege het lichte gewicht en hoge absorptie is het een alternatief voor de klonterende bentoniet kattenbakvulling).

## Veiligheid

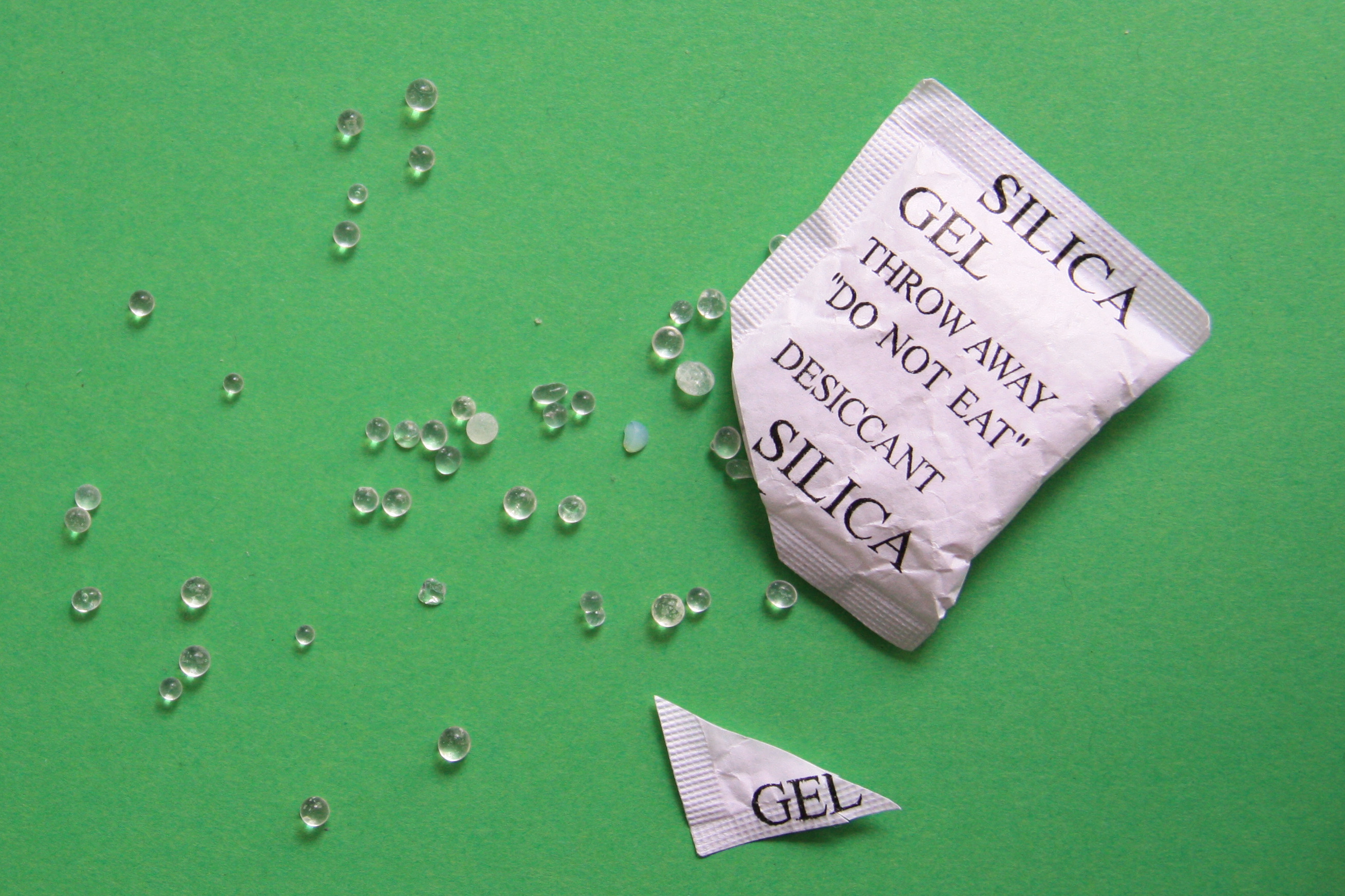
Zakje met Silicagel

Wanneer silicagel in aanraking wordt gebracht met vloeibaar water kunnen de korrels uit elkaar knallen. De reactie is minder hevig bij de sachets silicagel die gebruikt worden om producten droog te houden.  
- Stof van silicaten kan in de regel stoflongen of silicose veroorzaken. Silicagel is voor zover bekend in dit verband ongevaarlijk.
- Intensief contact met huid en slijmvliezen dient te worden vermeden vanwege uitdroging ervan.
- Er wordt nog regelmatig kobalt gebruikt als vochtindicator, zowel in silicagel (blauwe of roze korrels) als in de opdruk op zakjes silicagel die blauw of roze verkleurt. Afhankelijk van het vochtgehalte kleurt de silicagel: onder 20% relatieve vochtigheid wordt het blauw, en boven de 20% roze. Kobalt is giftig en kan kankerverwekkend zijn (EEC list II substance). Kobalthoudend silicagel mag niet bij het huishoudelijk afval, maar hoort gelabeld als chemisch afval te worden aangeboden.
- Er zijn silicagels met andere, onschadelijke, indicatoren verkrijgbaar. Kleurloze silicagel bevat geen indicatoren.

Gebruik van handschoenen, stofbril, laboratoriumjas en stofmasker wordt aangeraden bij het werken met silicagel.

## Conditionering
Volledig vochtvrije silicagel wordt uitsluitend gebruikt voor het beschermen van bepaalde metalen. Voor alle andere toepassingen moet het eerst op het evenwichtsvochtgehalte geconditioneerd worden. Van commerciële varianten is de verhouding tussen het evenwichtsvochtgehalte en de relatieve luchtvochtigheid vaak in een tabel of grafiek af te lezen.
Conditioneren wordt gedaan in 4 stappen:
- drogen (ook verse, droog geleverde gel kan vocht hebben opgenomen)
- de benodigde hoeveelheid geconditioneerde gel bepalen, gedeeld door 1 + EMC = benodigde hoeveelheid droge stof.
- afwegen afgekoelde gel
- bevochtigen

Drogen kan in elke geventileerde oven met een goede thermostaat, die tot 120 °C kan verhitten. Breng een gelijkmatige laag van ongeveer 2 cm aan in een ondiepe schaal en verhit die 12 uur of meer. Na het drogen moet de gel direct luchtdicht in een metalen container worden verpakt.
De afgewogen hoeveelheid droge gel wordt uitgespreid in een bak met vochtdoorlatende bodem (zeef of doek) boven een schaal water of zoutoplossing onder een luchtdicht afsluitende plexiglas kap. Het plaatsen van een hygrometer in de opstelling maakt de vochtigheid beter te volgen; een ventilator die de lucht in de opstelling laat circuleren, kan het proces aanzienlijk versnellen.
Door de hoeveelheid droge stof af te trekken van de hoeveelheid geconditioneerde stof weet je de hoeveelheid toe te voegen water. Weeg de bak met gel, trek het tarra gewicht af om te controleren. Zonder ventilator kan het conditioneren een week duren, met ventilator kan het in een dag klaar zijn.

## Beton
Bij de reactie tussen granulaten en alkaliën (NaOH en KOH) in cement wordt een dergelijke "gel" gevormd. Deze gel neemt veel water op en zet dus sterk uit, wat het beton kan beschadigen. Deze reactie, die bijvoorbeeld in bruggen voorkomt, kan eenvoudig voorkomen worden:
- beton plaatsen in droge omgeving;
- weinig reactieve granulaten gebruiken;
- cement met weinig hoeveelheid alkali gebruiken, zgn. LA (low alkali)-cement